# Военно въздушно училище за щурмани и свързочници
Военно въздушно училище за щурмани и свързочници е българско военноучебно заведение, съществувало в периода 1945 – 1955 г.

## История
Училището е формирано през 1945 г. под името Въздушно свързочно училище при Въздушните войски със задача да подготви бъдещите подофицери свързочници за нуждите на военновъздушните войски. На 12 септември с.г. е преименувано на Подофицерско въздушно свързочно училище при Народните въздушни войски. Училището е с постоянна местостоянка на летище Божурище. На 15 януари 1948 г. е преименувано на Въздушно свързочно училище. Първият випуск на новото въздушно свързочно училище полага клетва на 3 март 1948 година. На 16 юли с. г. получава наименованието Поделение 2050, а от 1950 г. е преименувано на Военно въздушно училище за щурмани и свързочници с военно-пощенски номер 25950. Училището съществува до 1954 г., когато влиза в състава на Народното военно въздушно училище „Георги Бенковски“.

## Наименования
През годините училището носи различни имена според претърпените реорганизации:
- Въздушно свързочно училище при Въздушните войски (1 януари 1945 – 12 септември 1945 г.)
- Подофицерско въздушно свързочно училище при Народните въздушни войски (12 септември 1945 – 15 януари 1948 г.)
- Въздушно свързочно училище (15 януари 1948 – 16 юли 1948 г.)
- Поделение 2050 (16 юли 1948 – 1950 г.)
- Военно въздушно училище за щурмани и свързочници (под. 25950) (1950 – 1954 г.)

## Началници
- Полковник Александър Витанов (от 1948 г.)